# Aquile azzurre
Aquile azzurre (The Blue Eagle) è un film muto del 1926 diretto da John Ford (non accreditato).
Il soggetto è tratto dal racconto The Lord's Referee di Gerald Beaumont, pubblicato il luglio 1923 sul Red Book Magazine.

## Trama
George D'Arcy e Tim Ryan sono i capo di due bande di quartiere rivali. Entrambi, allo scoppio dalla prima guerra mondiale, vengono imbarcati come fuochisti su una nave da guerra. La loro rivalità, tenuta a freno dalla disciplina militare, viene fuori quando il cappellano militare li fa combattere insieme sul ring. Il combattimento, però, viene interrotto da un attacco alla nave di un sottomarino nemico che gli americani riescono a respingere.
Alla fine della guerra, i due si trovano a combattere dalla stessa parte quando una banda di narcotrafficanti uccide il fratello di George e spara a un amico di Tim. Dopo l'assalto vittorioso contro la roccaforte dei gangster, i due amici-nemici riprendono l'incontro di boxe interrotto. A uscirne vincitore sarà George.

## Produzione
Il film fu prodotto dalla Fox Film Corporation.

## Distribuzione
Distribuito dalla Fox Film Corporation, il film - presentato da William Fox - uscì nelle sale cinematografiche USA il 12 settembre 1926.
Copia della pellicola viene conservata, incompleta, negli archivi della Library of Congress. Un'altra, frutto di un restauro di differenti copie sopravvissute, si trova all'UCLA Film and Television Archive.